# Pietro Querini
Pietro Querini var en venetiansk skibsfører i det 15. århundrede. Han er kendt for at lide skibbrud ved Røst i Nordnorge i vinteren 1432 og efterfølgende vende tilbage til Venedig, hvor han skrev en rapport om sine rejser for det venetianske senat. Han tilskrives også æren for at have populariseret tørfisk i Veneto-regionen, hvor den tilberedes som baccalà alla vicentina  

## Forlis
På vej til Flandern fra Chania på Kreta i 1431, kom handelsskibet Querina ud i en voldsom storm ved den vestlige ende af Den Engelske Kanal. Stormen slog skibet ud af kurs, og ødelagde desuden dets ror og sejl. Skibet drev med Golfstrømmen langt mod nord over Nordsøen. Efter at have mistet manøvreringsevnen gav Querini ordre til at forlade skibet. Querini gik sammen med en del af besætningen i skibets mindste båd, mens en anden del forlod skibet i et lidt større fartøj. De to både mistede øjeblikkeligt kontakten med hinanden, og kun Querinis båd nåede land. Da de i ugevis måtte gennemgå vinterstorme og kulde og manglede mad og vand, døde adskillige mænd af sult og udmattelse. Lige efter nytår, i januar 1432, strandede de overlevende på en ø i skærgården nær Røst i Lofoten. Den lille ø var ubeboet, men mændene fandt ly i en lille hytte, som de lokale om sommeren brugte, mens deres kvæg græssede på øen. Her levede de af kammuslinger og en strandet hval. Efter mere end en måned på øen, blev de tilfældigt opdaget af en fisker og hans sønner, som var taget til øen for at lede efter noget forsvundet kvæg. Ud af besætningens i alt 68 mænd overlevede kun elleve. Derefter tilbragte de mere end tre måneder hos indbyggerne i Røst.
To separate beretninger om begivenhederne er bevaret. Querini selv skrev en, og to officerer, der tjente om bord på skibet og også overlevede, Cristoforo Fioravante og Nicolò de Michiel skrev en anden. Kopier af manuskripterne findes i Vatikanets bibliotek i Rom og Biblioteca Marciana i Venedig. En henvisning til Querinis skibsforlis og hans ophold i Lofoten findes i Fra Mauro-kortet fra 1450'erne.  Historien blev også oversat til toscansk dialekt og udgivet af Giovanni Battista Ramusio i en trykt version i en samling om rejser mellem 1550 og 1559. Ramusio ændrede dog teksten væsentligt, udelod nogle af de mere horrible dele og tilføjede moraliserende afsnit. 

## Querini-operaen
Den lyriske opera baseret på den dramatiske historie om Pietro Querini blev første gang opført på Røst i 2012 og derefter igen i 2014 og 2018. I oktober 2023 spillede operaen i Arsenal Nord i Venedig . Produktionen blev godt modtaget af kritikere, herunder af Financial Times . Musikken er komponeret af den norske musiker og komponist Henning Sommerro (no). Forfatteren af librettoen er Ragnar Olsen (no).  

## Andre kilder
- Franco Giliberto og Giuliano Piovan. Til langt fra Venedig. L'incredibile viaggio di Pietro Querini oltre il circolo polare artico nel '400 , Marsilio,ISBN 978-88-317-9459-6
- Pietro Querini, Nicolò De Michiele, Cristofalo Fioravante (redigeret af Paolo Nelli). Il naufragio della Querina. Veneziani nel circolo polare artico , 2007,ISBN 88-88389-79-2

## Eksterne links
- Querini opera hjemmeside
- Norsk kringkasting anmelder Querini-operaen
- Querini-opera anmeldt af Financial Times